# Gérard Wozniok
Gérard Wozniok, né le 14 septembre 1912, décédé le 5 septembre 1993, est un footballeur français d'origine polonaise reconverti entraîneur.

## Biographie
Gérard Wozniok est né le 14 septembre 1912 à Dąbrówka Mała, un village en Pologne.
Il quitte son pays natal à 13 ans, arrive à Libercourt (Pas-de-Calais) et travaille aussitôt à la mine. Il est naturalisé Français le 29 mars 1935.

### Carrière de joueur
Dès 1925, Gérard Wozniok pratique le football en minime à l'Association Sportive Sainte Barbe d'' Oignies (ASSB Oignies) dans le Pas-de-Calais et, à 17 ans, joue en équipe première.
En 1932, il part à Lille et joue au Iris Club Lillois disputant le championnat de Division d'Honneur de la Ligue du Nord-Pas-de-Calais de football.
Sollicité par l'Olympique Lillois, il signe un contrat professionnel en 1933. En 1934, Gérard joue son premier match avec l'équipe première contre l'AS Cannes (victoire 2-1). À l'OL, il est le remplaçant de Robert Défossé, gardien international français et y joue durant quatre saisons en Division 1.
Wozniok fait son service militaire au Troisième Génie d'Arras. Il est le gardien de l'équipe militaire championne de France avec J.Snella, J.Bigot, Ignace et Louys.
En 1937, il joue à l'US Boulogne, puis au SR Colmar, jusqu'à la mobilisation de septembre 1939.
Fait prisonnier, il s'évade du camp d'internement et joue au Stade Orchies (Nord) en 1941-1942. Sélectionné dans l'équipe fédérale, il va jouer avec celle de Grenoble-Dauphiné. Mais les représailles des Allemands contre les maquisards et les conditions d'insécurité qui en découlent, le contraint à quitter Grenoble et à se replier à Brive où il joue à l’Étoile sportive aiglons briviste.
En 1945, il revient aux Sports réunis Colmar qui évolue en Division 2 et obtient de bons résultats, notamment en Coupe de France. Après avoir éliminé le FC Metz (1-0) et le RC Strasbourg (3-2), Colmar se fait éliminer en huitième de finale par le Racing Club de Paris 4-3 après avoir mené 3 buts à 1.

### Entraîneur-joueur puis entraîneur
À sa demande, il résilie son contrat en décembre 1946 pour venir jouer à la Berrichonne de Châteauroux comme entraîneur-joueur (en 1947), mais ne peut jouer les matches-retour avec les amateurs.
Entraîneur de 1946 à 1952, le meilleur résultat acquis fut de sauver La Berrichonne qui totalisait 3 points seulement à la fin des matches-aller et de la conduire en CFA pour la saison 1949-1950. Les 8 équipes du club terminent premières de leur groupe respectif en 1949-1950, l'équipe première terminant quant à elle, première du championnat du Centre, vainqueur de la Coupe du Centre et de la Coupe de l'Indre. En 1952, La Berrichonne termine troisième en CFA. À Châteauroux, on l'appelle "Le Sorcier Berrichon". Le 15 mai 1952, grave crise et gros émoi à La Berri, les présidents de la commission football, ainsi que plusieurs membres du club, donnent leur démission. Le contrat de Gérard Wozniok n'est pas renouvelé.
De 1952 à 1958, il entraîne les Ailes Sportives Déoloises, puis de 1958 à 1962, les S.A.Issoudun, réalisant d'excellents résultats avec le premier comme le second. Il gagne notamment avec le S.A.I. deux fois la Coupe de l'Indre et deux fois la Coupe du Berry.
Écarté 9 ans du monde du football (1962-1971), en raison d'un grave accident de la route, il est rappelé à La Berrichonne en 1971. Il y reste deux saisons.
En 1971-1972, le président d'alors, Claude Jamet, formé par Wozniok et joueur en équipe première dès l'âge de 18 ans, le réintègre dans le staff de La Berrichonne. Gérard fait appel au jeune Denis Mérigot (17 ans), qui, pour ses débuts, réussit l'exploit de marquer les deux buts de la victoire contre l'ES La Rochelle. Il sera même retenu en équipe de France junior. Il lance également le jeune Christian Verrier en équipe première. En 1972-1973, son contrat est renouvelé. Gérard recrute en Pologne : son premier choix se porte sur Antoni Nieroba, 20 fois international A, suivi de Antoine Piechniczek, 10 fois International A. Malgré quelques jolis succès, l'équipe fanion connaîtra une crise morale. Il passera le relais à Lucien Troupel. Il s'occupera avec bonheur de l'école de football.
Il fait son jubilé au stade Gaston-Petit le 17 février 1976 par un match amical international Odra Opole (Pologne) contre La Berrichonne. Été 1980, Gérard assure l'intérim des entraînements avant la venue d'Hervé Revelli.
Gérard Wozniok resta très actif auprès de La Berrichonne, l'aidant à recruter des joueurs polonais, tous des internationaux A. Nieroba, Antoni Piechniczek (qui deviendra le sélectionneur de l'équipe de Pologne), E.Biernacki, R.Jakobczak, Kwasniewski.

## Carrière

### Joueur
- 1927-1931 :  A.S.S.B. Oignies amateur
- 1931-1933 :  Iris Club Lille amateur
- 1933-1937 :  Olympique lillois
- 1937-1938 :  US Boulogne
- 1938-1940 :  Sports réunis Colmar
- 1941-1942 :  S.Orchies
- 1943-1944 :  Dauphiné Grenoble
- 1944-1945 :  Union Sportive Brive
- 1945-1946 :  Sports réunis Colmar

### Entraîneur
Il a obtenu son brevet d'État d'entraîneur au Château de Boivre, près de Poitiers, le 22 juin 1948.
- 1946-1952 :  LB Châteauroux (entraîneur - joueur)
- 1952-1958 :  Ailes Sportives Déols
- 1958-1962 :  Sports Athlétiques Issoudun
- 1971-1973 :  LB Châteauroux
- 1973-1977 :  Responsable de l’École de Football de Châteauroux